# Kelme (firma)
 For alternative betydninger, se Kelme. (Se også artikler, som begynder med Kelme)
New Millennium Sports, S.L., på børsen som Kelme (spansk udtale: [ˈkelme]), er et spansk sportstøjsfirma, der skaber og producerer tøj og sko. Det blev grundlagt i 1963 af Diego og José Quiles, og dets produkter henvender sig til fodbold, futsal, basketball, løb og tennis.
Kelmes hovedkvarter er i Elche, Alicante, Spanien, men de har også andre kontorer på verdensplan, herunder i Conover, North Carolina i USA.
| Spanien | Spire Denne artikel om et firma eller en virksomhed i Spanien er en spire som bør udbygges. Du er velkommen til at hjælpe Wikipedia ved at udvide den. |